# Moengo
Moengo (Aussprache: Mungo) ist ein Ort im Nordosten von Suriname, im Distrikt Marowijne. Er liegt am Cottica, hat 10.834 Einwohner (Volkszählung 2012) und ist damit der viertgrößte Ort des Landes. 

## Geschichte
Der Ort wurde ursprünglich von Ndyukas, auch Aukaner oder Okanisi am Cottica gegründet- siehe Kartenausschnitt aus den Jahren 1860 bis 1879. Moengo, Mungo bedeutet in ihrer Sprache, dem Aukaans: Berg oder Hügel.
Als Kleinstadt wurde der Ort Anfang des 20. Jahrhunderts ausgebaut, nachdem die Surinaamsche Bauxiet Maatschappij, die spätere Suriname Aluminum Company (Suralco), Tochtergesellschaft der Aluminium Company of America (Alcoa), in dem Gebiet Bauxit entdeckt und 1919 eine Konzession zur Bauxitförderung (Tagebau) erhalten hatte.
Anfangs war Moengo nur über den Wasserweg erreichbar. Um den Abtransport von Bauxiterde in die Vereinigten Staaten zu ermöglichen, wurde der Cottica für Seeschiffe befahrbar gemacht und in Moengo eine Hafenanlage mit einem Wendebecken gebaut. Während des Zweiten Weltkrieges erhielten die Transporte militärischen Begleitschutz durch amerikanische Soldaten. Der Rohstoff war in dieser Zeit für den Flugzeugbau in den USA von besonderer Bedeutung.
Seit 1955 verfügt Moengo über eine Landepiste (Code: MOJ), und ab 1964 ist der Ort über den Landweg von Paramaribo aus erreichbar, der als sogenannte Ost-West-Verbindung auch den Grenzort Albina erschließt. Durch den Bau der Jules-Wijdenbosch-Brücke (2000), der ersten Brücke über den Suriname in der Hauptstadt, wurde die Reise von und nach Ost-Suriname für einen großen Teil der Bevölkerung erheblich erleichtert.
Während des Bürgerkrieges von 1986 bis 1992 lag Moengo im Kampfgebiet zwischen den Militärs, bis 1991 unter dem Befehlshaber Desi Bouterse, und dem sogenannten „Dschungelkommando“ von Ronnie Brunswijk. In dieser Zeit wurde der Bauxitabbau gestoppt.
Seit einigen Jahren sind die Bauxitlagen ausgeschöpft, und der Tagebau wurde zu den Coermotibo-Minen verlagert. Das Erz wurde von hier aus mit Schubverbänden über den Cottica und den Commewijne nach Paranam am Suriname transportiert und dort in der Tonerdefabrik zu dem Zwischenprodukt Aluminiumoxid (Al2O3 / Tonerde) verarbeitet.
Seit 2015 wird in Suriname kein Bauxit mehr gefördert und verarbeitet.

## Söhne und Töchter des Ortes
- Humphrey Mijnals (1930–2019), Fußballspieler
- Humphrey Campbell (1958–2024), Sänger und Musikproduzent